# Kirche Pödelwitz

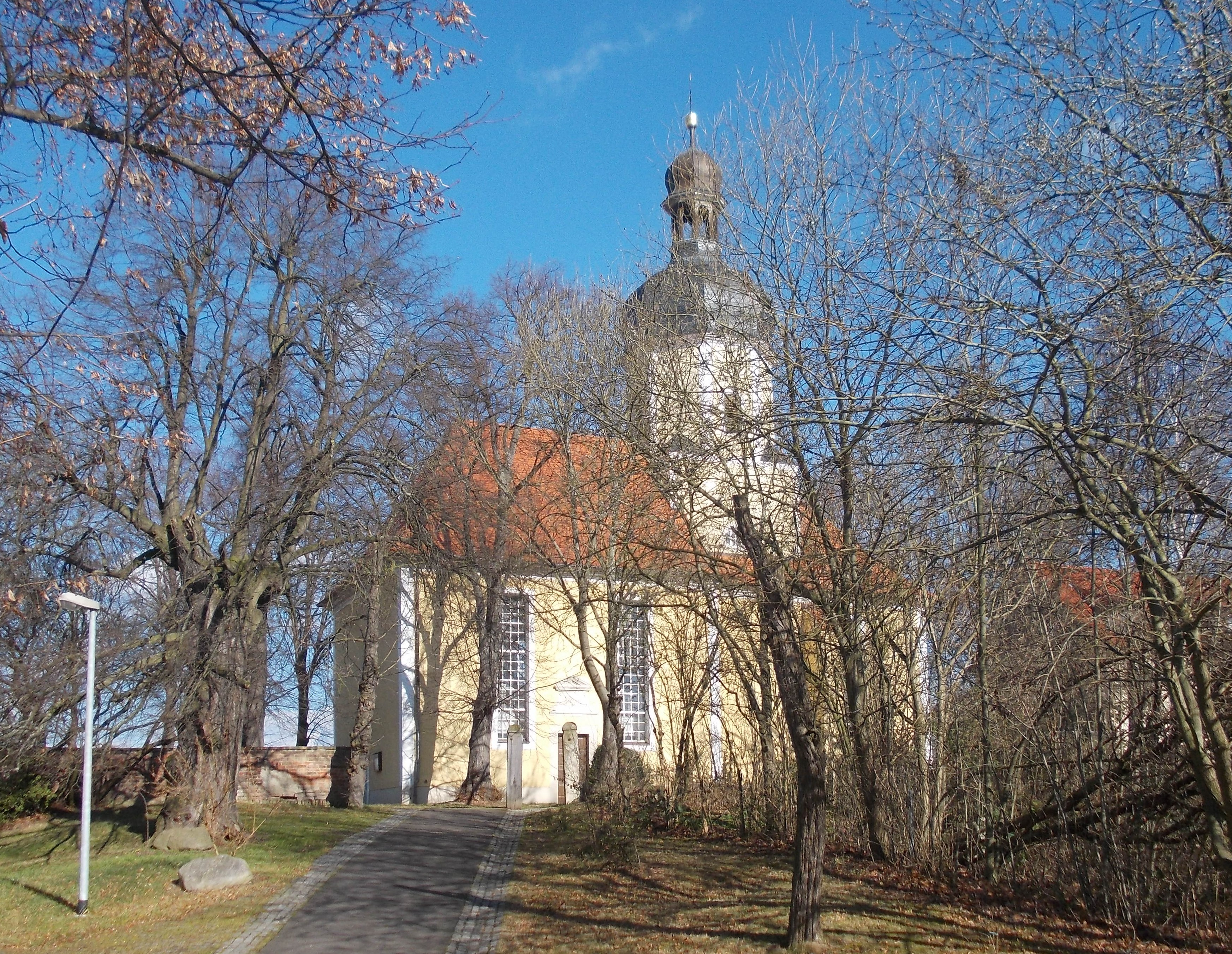
Kirche Pödelwitz

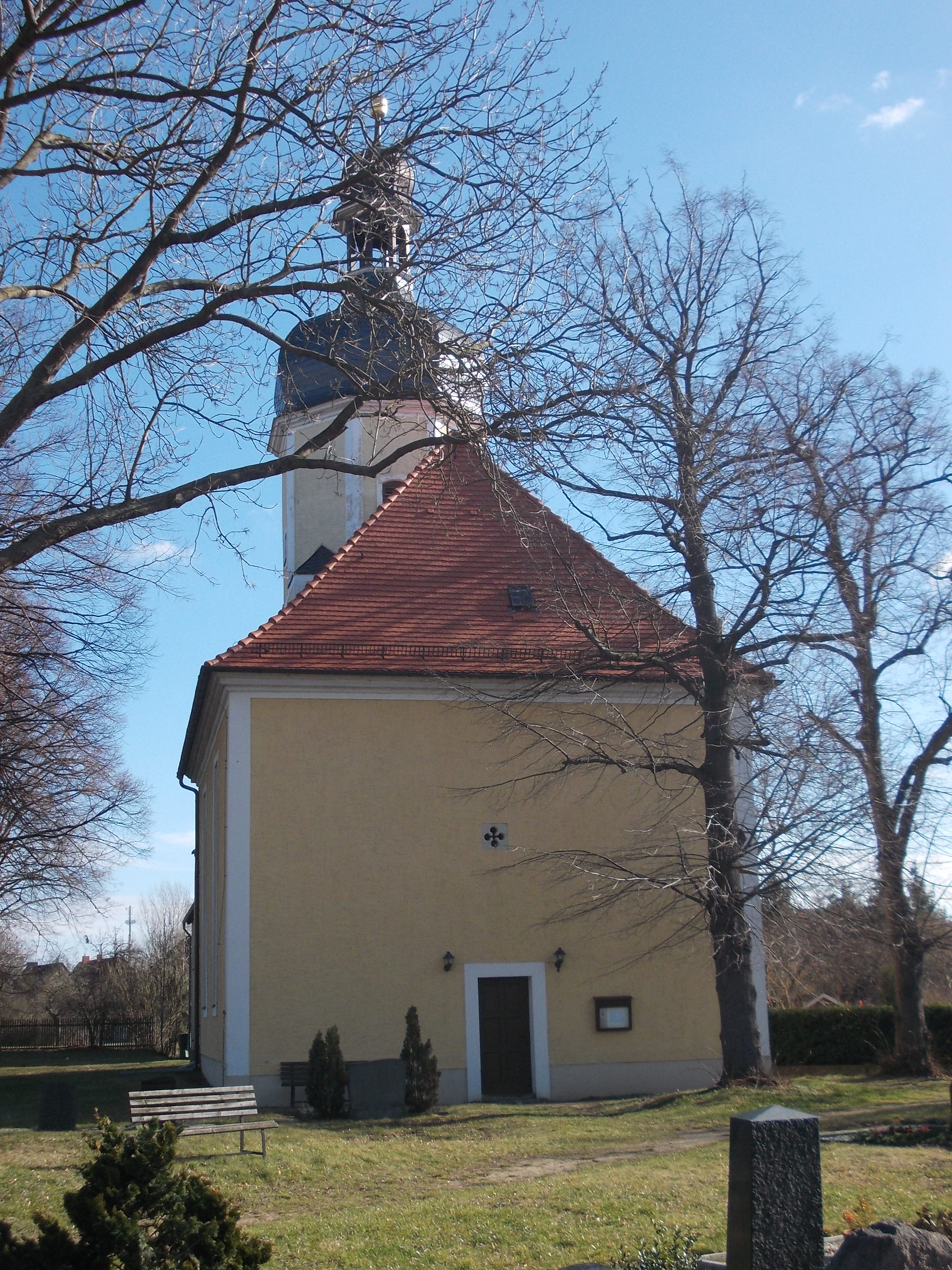
Westansicht

Die evangelische Kirche Pödelwitz ist eine Saalkirche aus dem 13. Jahrhundert im Ortsteil Pödelwitz von Groitzsch im Landkreis Leipzig in Sachsen. Sie gehört zur Kirchengemeinde Groitzsch im Kirchenbezirk Leipziger Land der Evangelisch-Lutherischen Landeskirche Sachsens.

## Lage
Das Kirchengebäude steht am nördlichen Dorfrand von Pödelwitz und hat die Anschrift Wiesengasse 3 in 04539 Groitzsch. Das Gebäude ist geostet und wird vom heutigen Gemeinschaftsgarten umgeben, der in früheren Zeiten der Kirchhof war. In einer Baufluchtlinie befindet sich östlich vom Gotteshaus das Pfarrhaus. Der Kirchturm dient auch als Wahrzeichen des kleinen Ortes, und er ist über den aktiven Tagebau Vereinigtes Schleenhain hinweg weithin sichtbar.

## Geschichte und Architektur

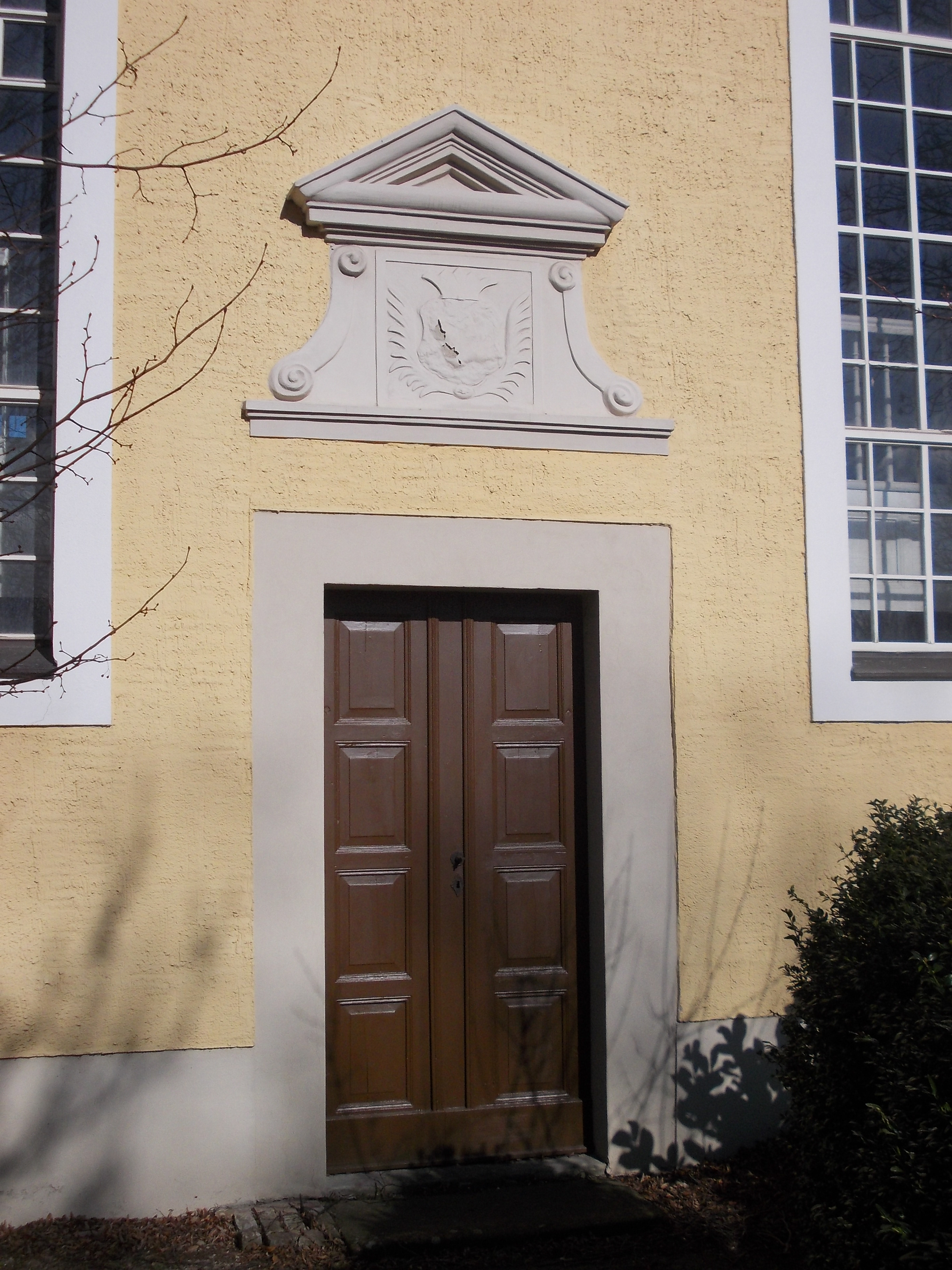
Portal

Die im Kern romanische Chorturmkirche wird entsprechend der Form des Kleeblattfensters im Westen in die erste Hälfte des 13. Jahrhunderts datiert. Um das Jahr 1700 erfolgte eine grundlegende Umgestaltung, weitere Erneuerungen folgten in den Jahren 1840 und 1881, eine Restaurierung im Jahr 1968. Nach der deutschen Wiedervereinigung und der neuen Rolle der christlichen Kirchen im Osten Deutschlands konnte eine große Sanierung stattfinden.
Das Bauwerk ist ein Putzbau in grobem Quadermauerwerk, der leicht eingezogene Chorturm ist mit einem romanischen Bogenfenster versehen und trägt einen barocken Turmaufsatz mit Schweifhaube. Der rechteckige Chorabschluss hatte ursprünglich keine Strebepfeiler. Hohe Rechteckfenster am Saal und am Chor lassen Tageslicht in das Innere, der Eingang an der Südseite ist mit einem Wappen aus der Zeit um 1700 bekrönt.
Im Inneren ist das Bauwerk mit hölzernen Kassettendecken geschlossen, Emporen sind an drei Seiten eingebaut. An einer Balustrade der Empore ist eine Kriegs-Gedenktafel zum Kirchenraum hin sichtbar angebracht. Dort sind die Namen und die Lebensdaten der im Ersten Weltkrieg aus der Gemeinde Verstorbenen aufgeführt und um den Bibelspruch „Niemand hat grössere Liebe denn die, dass er sein Leben lässet für seine Freunde“ gruppiert. Das hohe Turmjoch ist durch Bögen geschieden.
In den 2020er Jahren fanden und finden weitere Sanierungen statt, diesmal vor allem im Kircheninneren und an der Orgel.

## Ausstattung

### Glocken
Im Westturm befindet sich ein Geläut aus drei Bronze-Glocken. Die große Glocke wurde im Jahr 1519 gegossen, zwei kleinere wurden 1855 umgegossen.

### Altar und Taufe
Die barocke Kanzelaltarwand aus der Zeit um 1700 ist mit einer korinthischen Pilaster-Ädikula zwischen einer Bretterdockenbrüstung gegliedert. Die achteckige Taufe aus Sandstein ist mit Akanthusblattwerk geschmückt und trägt an der Taufschale die Jahreszahl 1759.

## Orgel
Die Orgel von 1791 mit spätbarockem Prospekt ist ein Werk von Johann Gottlob Häcker aus Pegau. Sie hat 18 Registern auf zwei Manualen und Pedal. Außer einer Instandsetzung durch Reinhard Schmeisser im Jahr 1954 sind keine weiteren Eingriffe bekannt. Eine Restaurierung erfolgte 2023–2025 durch Jehmlich Orgelbau Dresden. Die Disposition lautet:
| Hauptwerk CD–c3 |    |
| Principal       | 8′ |
| Gedackt         | 8′ |
| Flaut travers   | 8′ |
| Viola di Gamba  | 8′ |
| Gemshorn        | 4′ |
| Quinta          | 3′ |
| Octava          | 2′ |
| Mixtur III      | 2′ |

| Oberwerk CD–c3 |    |
| Quintatön      | 8′ |
| Gedackt        | 8′ |
| Principal      | 4′ |
| Gedackt        | 4′ |
| Waldflöte      | 2′ |
| Cornet III     |    |
| Glockenspiel D |    |

| Pedal CD–c1  |     |
| Subbaß       | 16′ |
| Violonbaß    | 16′ |
| Principalbaß | 08′ |
| Posaunenbaß  | 16′ |

- Schwebung, Manualschiebekoppel, Pedalkoppel, Zimbelstern, 3 Sperrventile.